# Roberto Hernández Ayala
Roberto Hernández Ayala (* 11. Juli 1967 in La Piedad, Michoacán) ist ein mexikanischer Fußballtrainer und ehemaliger -spieler, der in der Verteidigung agierte.

## Laufbahn
Seine erste Station in der höchsten mexikanischen Spielklasse war beim Club Santos Laguna in der Saison 1990/91. Anschließend wechselte Hernández zum nordmexikanischen Rivalen CF Monterrey, bei dem er von 1991 bis 1994 sowie später noch einmal von 1999 bis 2001 agierte. In der Saison 1992/93 erreichte er mit den Rayados die Finalspiele um die mexikanische Fußballmeisterschaft, die mit 0:1 und 0:3 gegen den CF Atlante verloren wurden. Dazwischen war er von 1994 bis 1999 bei den Monarcas Morelia aktiv, bei denen er später in der Saison 2001/02 auch seine aktive Laufbahn ausklingen ließ und anschließend in den Trainerstab aufgenommen wurde.
In der Saison 2007/08 der zweitklassigen Primera División 'A' trainierte Hernández das seinerzeit mit den Monarcas verbundene Team des Mérida FC. Anschließend arbeitete er von 2009 bis 2012 als Assistenztrainer von Tomás Boy mit der ersten Mannschaft der Monarcas Morelia, bevor er 2013 einen Vertrag als Cheftrainer beim Zweitligisten Neza FC unterschrieb, mit dem er gleich nach Übernahme in der Clausura 2013 die Meisterschaft der Liga de Ascenso gewann. 
Danach war er wieder mehrere Jahre lang im Trainerstab der Monarcas tätig, übernahm die Mannschaft zweimal als Interimstrainer und war in der Clausura 2015 erstmals regulär als Cheftrainer der Monarcas im Einsatz, für die er später noch einmal von 2017 bis 2019 für einen längeren Zeitraum verantwortlich war.
Zur Saison 2020/21 unterschrieb Hernández einen Vertrag als Cheftrainer beim Zweitligisten UAT Correcaminos, der nach einigen weniger erfolgreichen Ergebnissen und dem letzten Platz in der Gesamttabelle des Wettbewerbs im März 2021 vorzeitig aufgelöst wurde. Seit August 2021 ist Hernández für den guatemaltekischen Verein Deportivo Malacateco verantwortlich.

## Erfolge

### Als Spieler
- Mexikanischer Vizemeister: 1993

### Als Trainer
- Mexikanischer Zweitligameister: Clausura 2013